# Borowiecianus gorodinskii
Borowiecianus gorodinskii là một loài bọ cánh cứng trong họ Elateridae. Loài này được Schimmel & Platia miêu tả khoa học năm 2007.